# Trash We'd Love
Trash We'd Love es el primer álbum de larga duración de The Hiatus lanzado el 27 de junio de 2009. Alcanzón el puesto número uno en el Oricon album chart. La portada fue diseñada por Kaori Maki.

## Lista de pistas
1. "Ghost in the Rain" - 3:39
2. "Lone Train Running" - 3:13
3. "Centipede" - 3:12
4. "Silver Birch" - 3:16
5. "Daten (堕天 Fallen?)" - 3:30
6. "Storm Racers" - 3:02
7. "Little Odyssey" - 4:14
8. "The Flare" - 4:05
9. "Konpeki no Yoru ni (紺碧の夜に On a Deep Blue Evening?)" - 3:03
10. "Yunikōnn (ユニコーン Unicorn?)" - 2:31
11. "Twisted Maple Trees" - 4:55